# Sphaerodactylus parthenopion
Sphaerodactylus parthenopion este o specie de șopârle din genul Sphaerodactylus, familia Gekkonidae, descrisă de Thomas 1965. Conform Catalogue of Life specia Sphaerodactylus parthenopion nu are subspecii cunoscute.

## Galerie

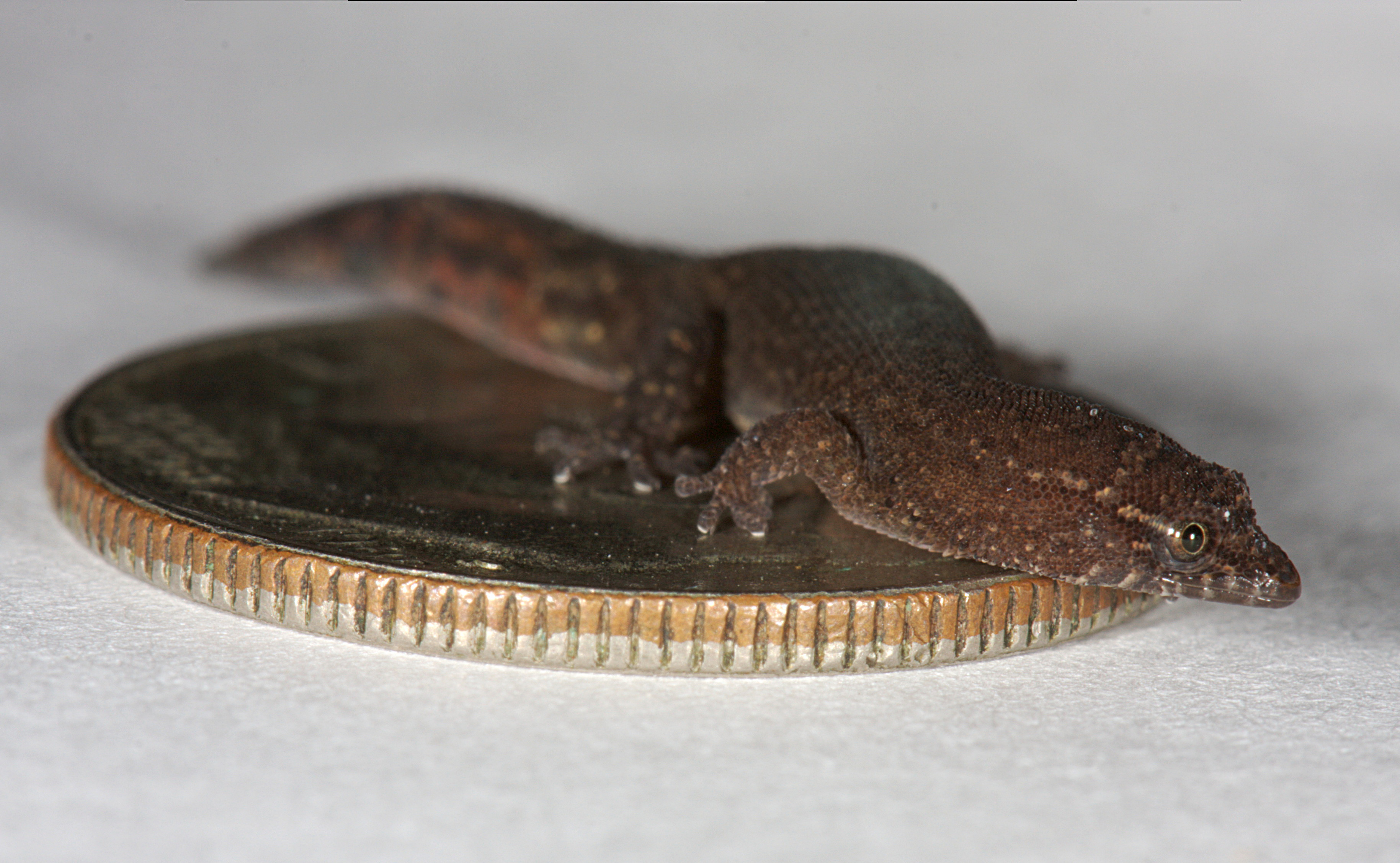
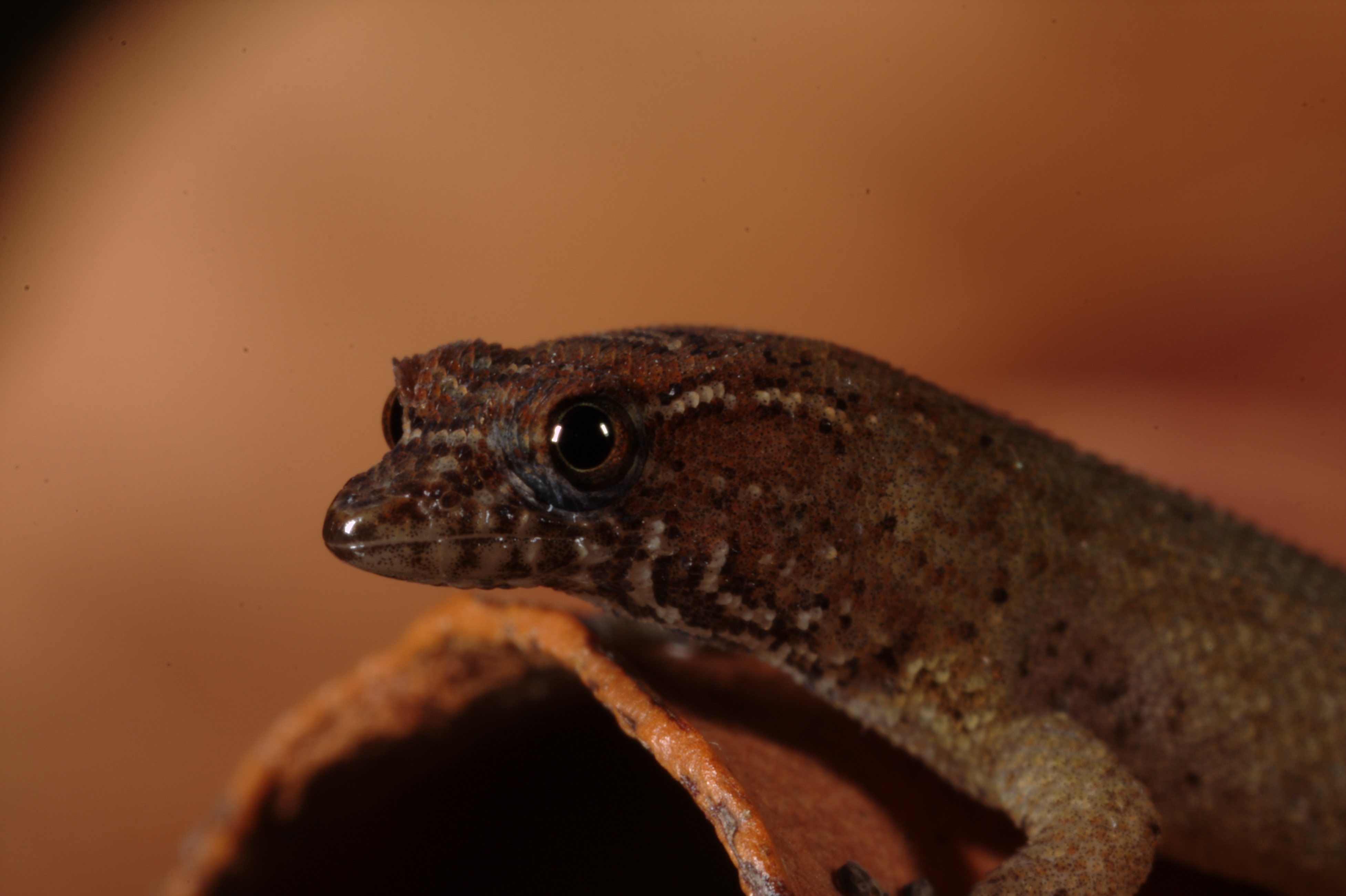
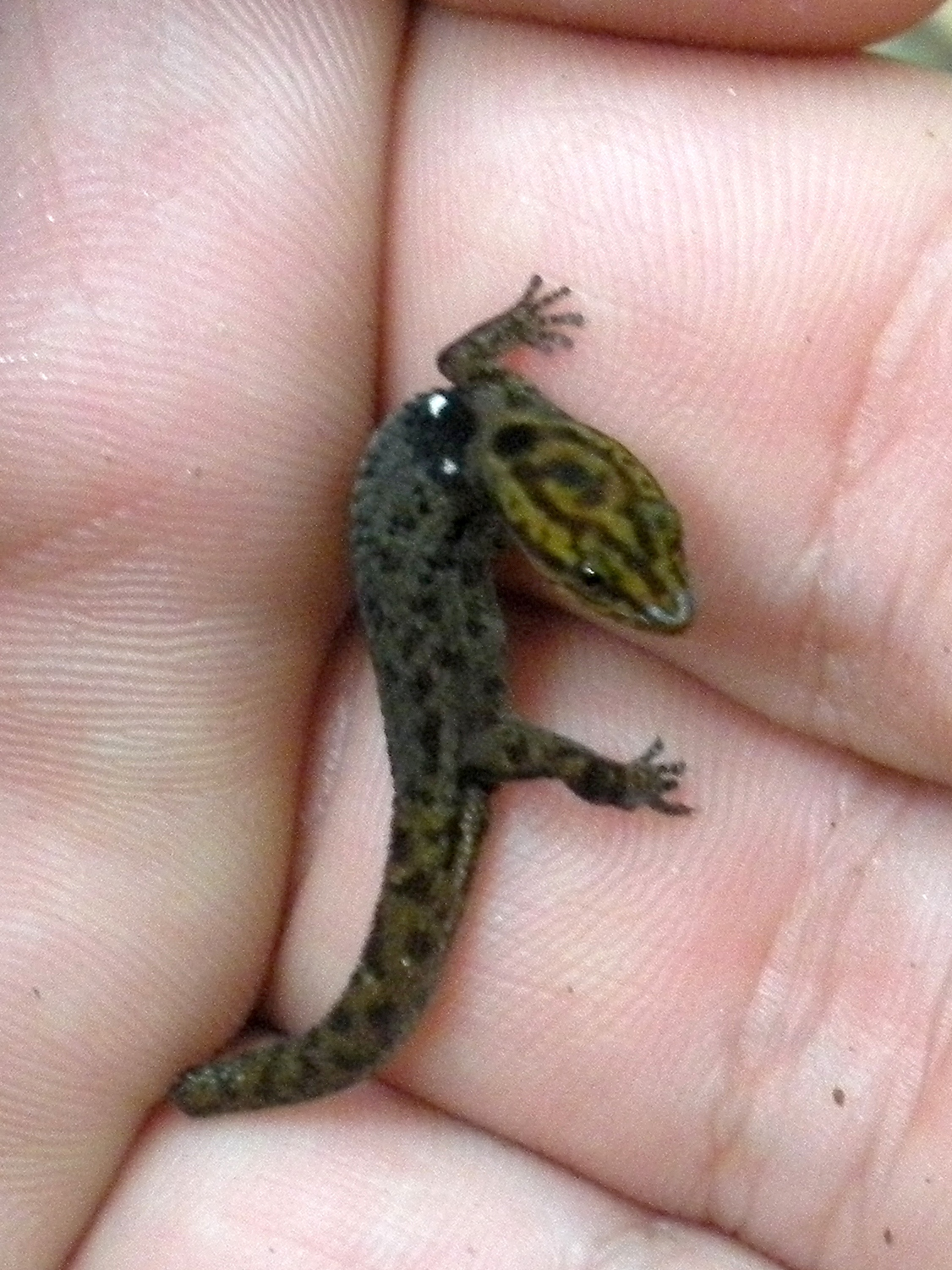